# Eisenbahn des kaiserlichen Prinzen

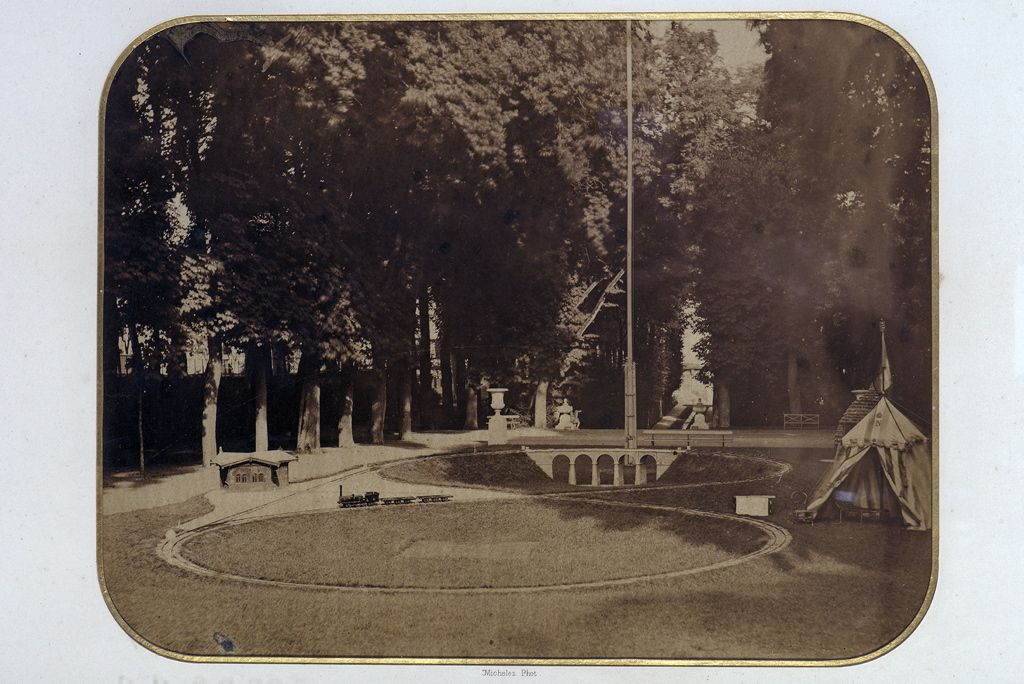
Fotografie der Eisenbahn des kaiserlichen Prinzen

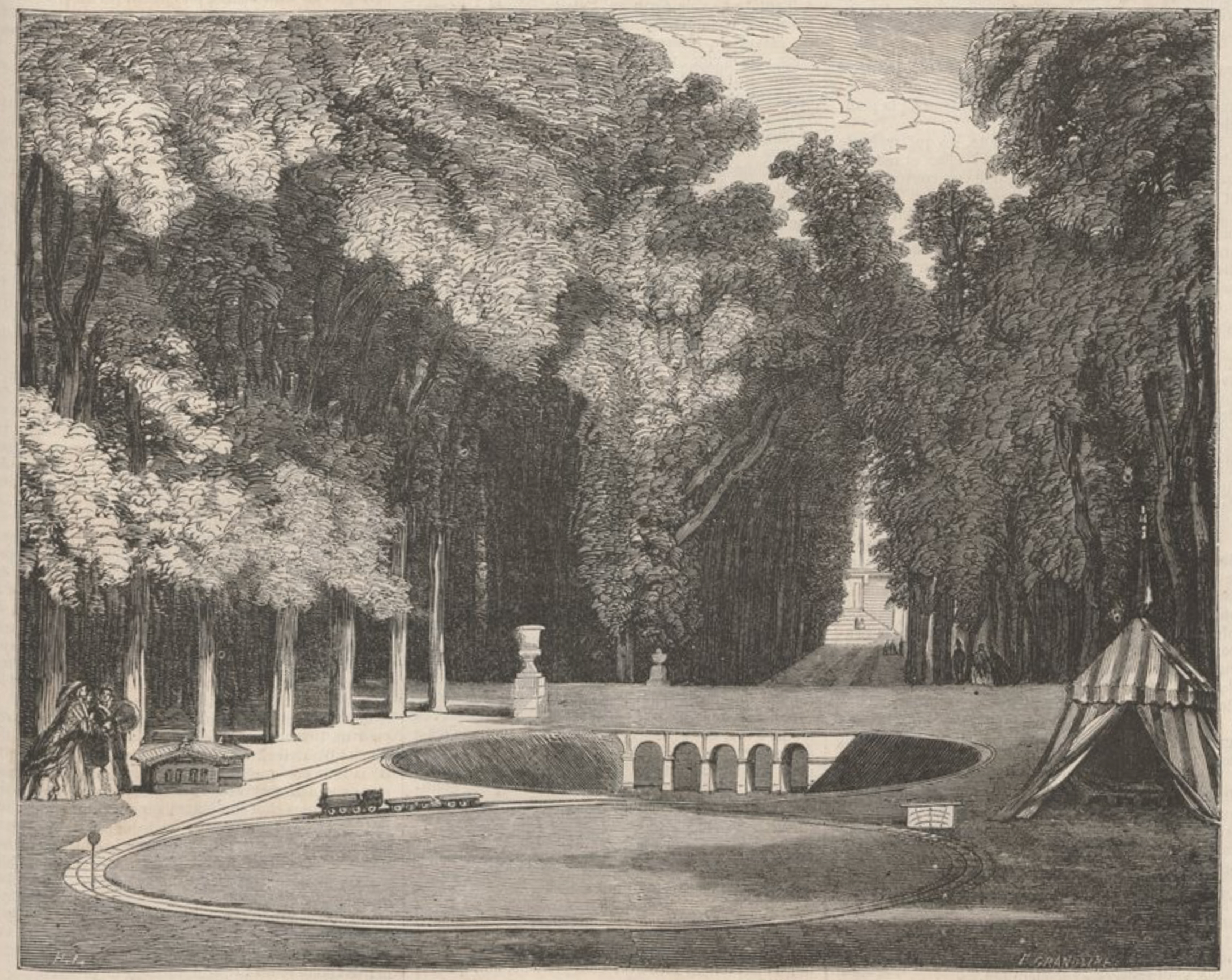
Nach der Fotografie gefertigter Holzstich in Le Monde Illustré

Die Eisenbahn des kaiserlichen Prinzen (französisch Chemin de fer du Prince impérial) ist die erste dokumentierte und gleichzeitig die erste fotografisch (siehe nebenstehende Abbildung) überlieferte Modelleisenbahnanlage der Welt. 

## Standort
Die 1859 für Napoléon Eugène Louis Bonaparte, den 1856 geborenen Sohn Kaiser Napoleons III., errichtete Anlage befand sich in einem eigens hierfür abgeteilten Bereich (auf der Rasenfläche zwischen dem Bassin des Trois Bouillons und dem Bassin des Chiens) des Parks von Schloss Saint-Cloud, der Frühjahrs- und Herbstresidenz Napoleons III.

## Beschreibung
Eine Beschreibung der Eisenbahnanlage fand sich in der Zeitschrift Le Monde Illustré vom 8. Oktober 1859:

« Le chemin de fer construit pour l'amusement du prince impérial est un véritable joujou, en même temps qu'un chef-d'œuvre de la science mécanique. Il est établi dans un coin du parc réservé de Saint-Cloud. Son tracé est en forme de 8, et la sinuosité de ses microscopiques rails rappelle les courbes surprenantes du chemin de fer de Paris à Sceaux. Il a son petit embarcadère, ses petits viaducs, ses petits ponts, ses petits plans inclinés, ses petites rampes. Sa locomotive, qui peut avoir cinquante centimètres de largeur, est pourvue de roues qui sont mues par la force d'un ressort intérieur qu'on monte à volonté. Près de ce railway lilliputien on a dressé une petite tente de campagne destinée à Son Altesse impériale, au caporal du premier régiment des grenadiers de la garde. »

„Die zum Amüsement des kaiserlichen Prinzen gebaute Eisenbahn ist ein echtes Spielzeug und zugleich ein Meisterwerk der Mechanik. Sie befindet sich in einer Ecke des nicht öffentlichen Parks von Saint-Cloud. Ihre Trasse hat die Form einer 8, und die Krümmung ihrer mikroskopisch kleinen Schienen erinnert an die erstaunlichen Kurven der Eisenbahn von Paris nach Sceaux. Sie hat ihren kleinen Bahnhof, ihre kleinen Viadukte, ihre kleinen Brücken, ihre kleinen Steigungen, ihre kleinen Rampen. Ihre Lokomotive, deren Länge 50 Zentimeter betragen dürfte, ist mit Rädern ausgestattet, die bewegt werden durch die Kraft einer innenliegenden Feder, welche man nach Belieben aufziehen kann. In der Nähe dieser Liliput-Eisenbahn wurde für Seine Kaiserliche Hoheit, den Korporal des ersten Regiments der Garde-Grenadiere, ein kleines Feldzelt errichtet.“

Ein erhaltenes Foto der Anlage und des Zuges, zugleich das erste bekannte Foto einer Modellbahnanlage, zeigt, dass es sich bei der uhrwerkgetriebenen Lokomotive um die Wiedergabe einer 1B1-gekuppelten Tenderlokomotive handelte, die zwei dreiachsige Flachwagen zog. Überdies ist erkennbar, dass es über die im Artikel beschriebene achtförmige Strecke hinaus ein durch zwei in die Gleisbögen eingefügte Weichen erreichbares gerades Teilstück gab, an dem sich das Bahnhofsgebäude befand.

## Überlieferung
Der Artikel in Le Monde Illustré ist die einzige bekannte Beschreibung der Modellbahn des Prinzen. Die begleitende Illustration der vollständigen Anlage gibt einen Holzstich wieder, der nach einer Fotografie von M[onsieur]. Michelez gefertigt wurde, da es zu jener Zeit noch kein Verfahren zur Druckreproduktion von Fotos in hoher Auflage gab.
Das Foto, das als Vorlage diente, war ein Werk des Pariser Fotografen Charles-Louis Michelez (1817–1883). Es wurde in Gustav Reders Buch Mit Uhrwerk, Dampf und Strom (1970) als früheste bekannte Fotografie einer Modelleisenbahnanlage wiedergegeben, wobei Reder jedoch nichts von der Beschreibung in Le Monde Illustré wusste und daher über Abmessungen und Antriebsart keine Angaben machen konnte. Er schätzte die Spurweite auf etwa 20 Zentimeter, bei einer Breite der Lokomotive von 50 Zentimetern.
Von wem diese Anlage und ihre Fahrzeuge gebaut wurden und wie lange die Modellbahn im Park von Saint-Cloud existierte, ist nicht überliefert. Die Bahn soll sich später im Bestand des Muséon di Rodo in Uzès befunden haben. Dessen Sammlung wurde jedoch 1982 aufgelöst, der Verbleib der Bahn ist nicht bekannt.

## Wissenswert
Der thailändische König Mongkut erhielt 1856 als Geschenk von Königin Victoria eine Modelleisenbahn, mit der dafür geworben werden sollte, für den in Zukunft zu erwartenden Eisenbahnbau in Thailand britische Technik einzukaufen. Diese Modellbahn ist heute im Nationalmuseum Bangkok ausgestellt.